# Hugo Machado (calciatore)
Hugo Miguel Alves Machado (Lisbona, 4 luglio 1982) è un calciatore portoghese, centrocampista del Malveira.

## Carriera

### Club
Ha giocato nella massima serie dei campionati cipriota, azero, portoghese, iraniano ed indiano.

### Nazionale
Ha giocato nella nazionale portoghese Under-16.